# Zorita (Cáceres)

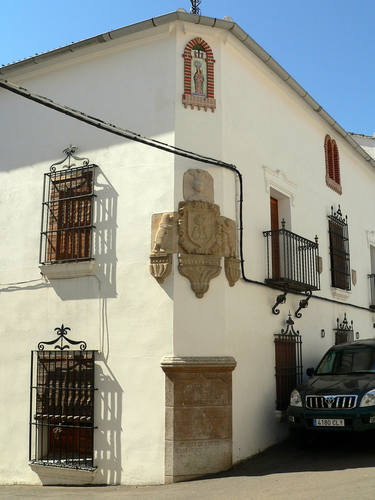
Zorita – Haus mit Wappenschild

Zorita ist eine südwestspanische Kleinstadt und eine Gemeinde (municipio) mit 1.248 Einwohnern (Stand: 2024) in der Provinz Cáceres in der Autonomen Gemeinschaft Extremadura.

## Lage und Klima
Die Gemeinde Zorita liegt im Süden der Provinz Cáceres in einer Höhe von ca. 425 m. Die Entfernung zur Hauptstadt Cáceres beträgt ca. 73 km (Fahrtstrecke) in nordwestlicher Richtung; die historisch und kulturell bedeutsame Stadt Trujillo ist nur 27 km entfernt. Das Klima ist meist warm und trocken; der eher spärliche Regen (ca. 650 mm/Jahr) fällt hauptsächlich im Winterhalbjahr.

## Bevölkerungsentwicklung
| Jahr      | 1857 | 1900 | 1950 | 2000 | 2021 |
| Einwohner | 2799 | 4496 | 6482 | 1987 | 1324 |

Die zunehmende Mechanisierung der Landwirtschaft, die Aufgabe bäuerlicher Kleinbetriebe („Höfesterben“) und die daraus resultierende Arbeitslosigkeit auf dem Land haben seit den 1950er Jahren zu einem deutlichen Rückgang der Einwohnerzahlen geführt.

## Wirtschaft
Seit Jahrhunderten dominiert die Landwirtschaft (Ackerbau und Viehzucht) das wirtschaftliche Leben der Gemeinde. Große Flächen der umliegenden Dehesas werden zur Zucht von Rindern und von Iberischen Schweinen genutzt.

## Geschichte
Im 1. Jahrtausend v. Chr. gehörte die Gegend zum Siedlungsgebiet der Vettonen, die von den Karthagern bedrängt, aber schließlich von den Römern unterworfen wurden. Römische und selbst maurische Spuren fehlen; insofern ist eine Entstehung des Ortes erst in der Zeit der Neu- bzw. Wiederbesiedlung (repoblación) vieler Orte im Süden der Iberischen Halbinsel zu suchen.

## Sehenswürdigkeiten
- Die Iglesia de San Pablo ist eine überwiegend aus Bruchsteinen gemauerte zweischiffige spätgotische Kirche mit einem von einer Holzdecke überspannten ca. 12 m breiten und 10 m hohen Kirchenschiff. Lediglich die etwas eingezogene Apsis ist von einem Sterngewölbe bedeckt.

Umgebung
- Inmitten der Dehesas knapp 4 km nordwestlich befindet sich die im 17. oder 18. Jahrhundert erbaute Ermita de la Fuentesanta; hinter ihrer Apsis erhebt sich ein runder Camarín.[4]
- Ca. 10 km südöstlich der Kleinstadt befindet sich der 1650 ha große Sierra-Brava-Stausee.